# 勞恩迪克羅辛 (亞利桑那州)
勞恩迪克羅辛（英語：Roundy Crossing）是位於美國亞利桑那州納瓦霍縣的一個非建制地區。該地的面積和人口皆未知。

## 地理
勞恩迪克羅辛的座標為34°17′45″N 110°05′35″W / 34.29583°N 110.09306°W，而該地的平均海拔高度為1840米（即6030英尺）。